# Pasajes (película de 2023)
Pasajes es una película dramática romántica francesa dirigida por Ira Sachs y protagonizada por Franz Rogowski, Ben Whishaw y Adèle Exarchopoulos. Los protagonistas son tres: dos hombres y una mujer. Inicialmente, ellos dos son una pareja de muchos años, y uno de ellos inicia una relación con una mujer. Tuvo su estreno mundial en el Festival de Cine de Sundance de 2023.

## Reparto
- Franz Rogowski como Tomás
- Ben Whishaw como Martín
- Adèle Exarchopoulos como Agathe
- Erwan Kepoa Falé como Amad
- William Nadylam como Clément
- Caroline Chaniolleau como la madre de Agathe
- Olivier Rabourdin como el padre de Agathe

## Producción
El rodaje comenzó el 15 de noviembre de 2021 en París.

## Estreno
La película se estrenó en el Festival de Cine de Sundance en enero de 2023. Seproyectó en la sección Panorama del Festival Internacional de Cine de Berlín en febrero de 2023.

## Recepción

### Crítica
Pasajes recibió reseñas generalmente positivas de parte de la crítica y de la audiencia. En el sitio web agregador de reseñas Rotten Tomatoes, la película posee una aprobación de 94%, basada en 169 reseñas, con una calificación de 8,0/10 y un consenso crítico que dice "Elevada por una notable actuación de Franz Rogowski, Passages añade otra película inteligente y profundamente humanista a la estimable filmografía del director y coguionista Ira Sachs". De parte de la audiencia tiene una aprobación de 72%, basada en más de 100 votos, con una calificación de 3,8/5.
El sitio web Metacritic le dio a la película una puntuación de 79 de 100, basada en 40 reseñas, indicando "reseñas generalmente favorables". En el sitio IMDb los usuarios le asignaron una calificación de 6,8/10, sobre la base de más de más de 7600 votos, mientras que en la página web FilmAffinity la película tiene una calificación de 6,4/10, basada en 1110 votos.

### Premios y nominaciones
| Premio                                        | Fecha                   | Categoría                         | Nominado                    | Resultado | Ref.   |
| --------------------------------------------- | ----------------------- | --------------------------------- | --------------------------- | --------- | ------ |
| Festival Internacional de Cine de Berlín      | 25 de febrero de 2023   | Sección Panorama – Mejor Película | Ira Sachs                   | Nominado  |        |
| Festival Internacional de Cine de Berlín      | 25 de febrero de 2023   | Premio Teddy a la mejor película  | Ira Sachs                   | Nominado  | [ 12 ] |
| Festival Internacional de Cine en Guadalajara | 9 de junio de 2023      | Premio Maguey                     | Passages                    | Nominada  |        |
| Premios Gotham                                | 27 de noviembre de 2023 | Mejor película                    | Passages                    | Nominada  | [ 13 ] |
| Premios Gotham                                | 27 de noviembre de 2023 | Mejor actuación protagonista      | Franz Rogowski              | Nominado  | [ 13 ] |
| New York Film Critics Circle Awards           | 30 de noviembre de 2023 | Mejor actor                       | Franz Rogowski              | Ganador   | [ 14 ] |
| Florida Film Critics Circle Awards            | 21 de diciembre de 2023 | Mejor actor                       | Franz Rogowski              | Pendiente | [ 15 ] |
| Premios Satellite                             | 17 de febrero de 2024   | Mejor actor - Drama               | Franz Rogowski              | Pendiente | [ 16 ] |
| Premios Independent Spirit                    | 25 de febrero de 2024   | Mejor película                    | Michel Merkt, Saïd Ben Saïd | Pendiente | [ 17 ] |
| Premios Independent Spirit                    | 25 de febrero de 2024   | Mejor director                    | Ira Sachs                   | Pendiente | [ 17 ] |
| Premios Independent Spirit                    | 25 de febrero de 2024   | Mejor actuación protagonista      | Franz Rogowski              | Pendiente | [ 17 ] |
| Premios Independent Spirit                    | 25 de febrero de 2024   | Mejor actuación de reparto        | Ben Whishaw                 | Pendiente | [ 17 ] |